# Zadeljakhals
De zadeljakhals (Lupulella mesomelas) is een van de drie soorten jakhalzen. Het is een opportunist, die algemeen en wijdverbreid op de Afrikaanse savannen leeft.

## Kenmerken
Dit dier lijkt qua lichaamsbouw op een hond. Het heeft een slank lichaam met lange poten en een vosachtig gezicht. De oren zijn groot en gepunt. Zijn vacht is meestal bleek roodbruin, soms grijs. De buikzijde is wittig. Hij is van de andere jakhalzen te onderscheiden door een wit- en grijsgevlekt zwart "zadel" over de rug. Jonge dieren hebben een minder duidelijk zadel dan oudere dieren, en zijn voor het grootste deel grijzig bruin van kleur. De pluimstaart is rossig met een zwarte punt. Hij bereikt een kop-romplengte van 70 tot 100 cm en een lichaamsgewicht van 6,5 tot 13,5 kg. Zijn staart is 30 tot 35 cm lang. 

## Verspreiding en leefgebied
De zadeljakhals leeft op open savannen en in droge, met acacia's begroeide struikgebieden. Hij komt voor in twee gescheiden subpopulaties, één in de Hoorn van Afrika en Oost-Afrika en één in Zuid-Afrika. Deze populaties zijn zo'n duizend kilometer van elkaar gescheiden. Dit is een mogelijke aanwijzing dat vroeger de twee gebieden met elkaar verbonden waren met het favoriete habitat van de jakhals: droge, met acacia's begroeide struiksavannen. Ook andere dieren die voornamelijk in zulke habitats leven, als Kirks dikdik, grootoorvos en aardwolf, hebben een vergelijkbaar verspreidingsgebied. 
In het grootste deel van Zuid-Afrika, waar het de enige soort jakhals is, is de zadeljakhals overigens minder verbonden aan acacia-savannes, en leeft hij van kustwoestijnen tot de Zuid-Afrikaanse velden.

## Leefwijze

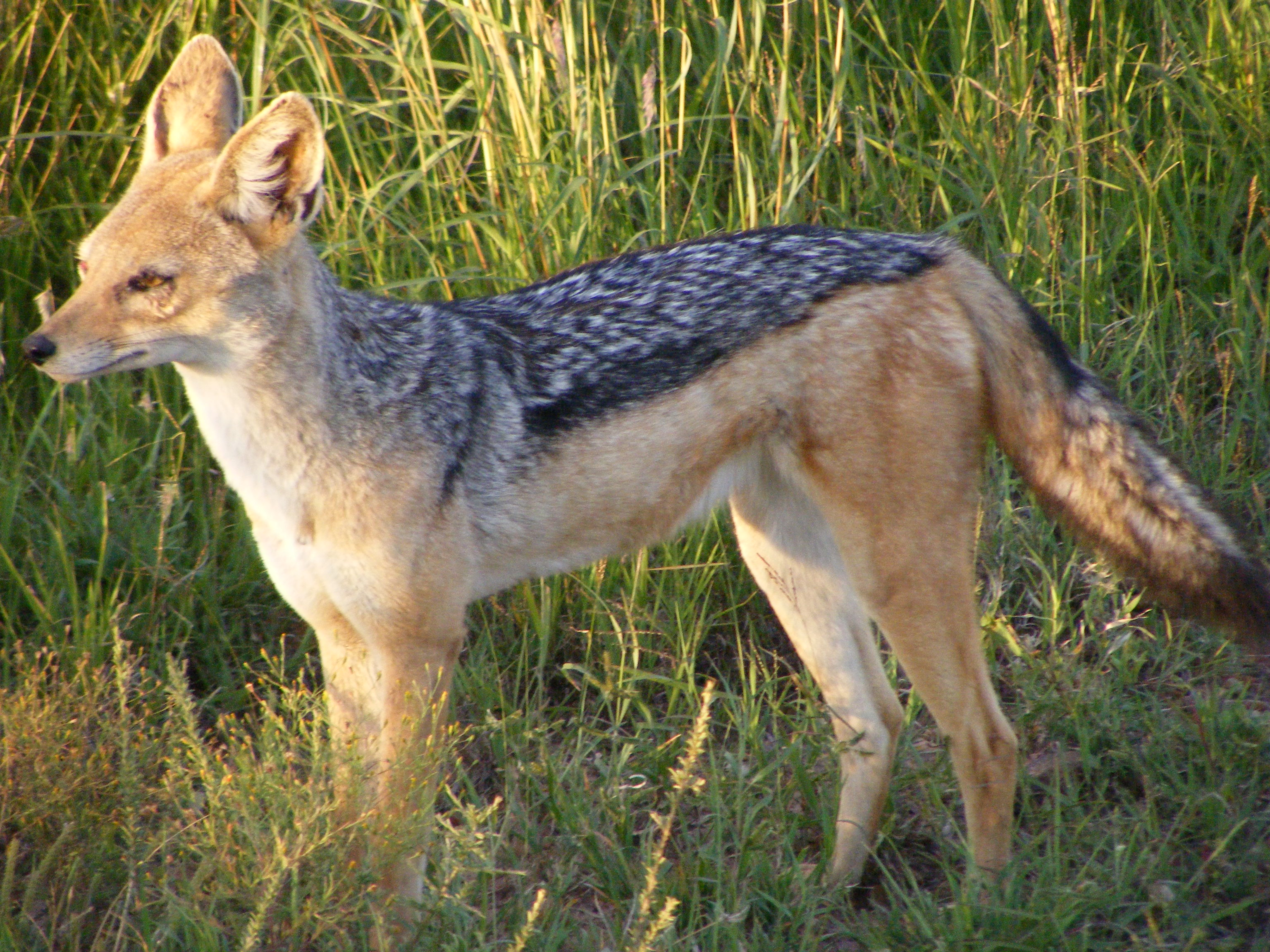
Zadeljakhals

Daar waar geen mensen zijn, leeft de zadeljakhals zowel overdag als 's nachts, anders jaagt hij enkel in de schemering en 's nachts. Op het heetst van de dag zoekt hij de schaduw op. Hij vangt voornamelijk kleine dieren als vogeltjes, kleine en middelgrote zoogdieren en hagedissen maar hij eet ook insecten, vruchten, bessen en aas. Wanneer leeuwen een grote prooi gepakt hebben, blijft er dikwijls ook wat voor de zadeljakhals en andere aaseters over. Soms jaagt de zadeljakhals ook in groepjes op kleine antilopen.

### Sociaal gedrag en voortplanting
De zadeljakhals leeft in paarverband of in kleine familiegroepjes, bestaande uit een dominant paartje en hun jongen uit meerdere worpen. Het jakhalsvrouwtje brengt na een draagtijd van ongeveer 60 dagen maximaal 6 jongen ter wereld. Hongerige welpen bedelen om voedsel bij de ouders, die daarop het voedsel uitbraken. Alle groepsleden kunnen predatoren als hyena's aanvallen als deze te dicht in de buurt van het nest komen.
De zadeljakhals gebruikt een reeks aan geluiden. In Zuid-Afrika, waar de zadeljakhals de enige jakhals is, communiceren dieren met elkaar door gehuil. In Oost-Afrika huilt de zadeljakhals niet, maar wordt dit gedrag gedaan door de goudjakhals. Andere geluiden zijn een luid gekef als alarm, en een reeks van keffen, bestaande uit een luide kef gevolgd door kortere, schellere keffen.